# بونشون بونکو
بونشون بونکو (به ژاپنی: 文春文庫 ぶんしゅんぶんこ)، یک برچسب بونکوبون (جلد شومیز) است که توسط بونگیشونجو منتشر شده است.

## نمای کلی
انتشارات بونگیشونجو پیش از این برچسب جلد شومیز نداشت و وقتی آثاری بازنشر می‌شدند، در جلد شومیز سایر شرکت‌ها قرار می‌گرفتند. به عنوان راه حلی برای این مشکل، بونگیشونجو در سال ۱۹۷۴، کمی دیرتر از کودانشا بونکو و چوکو بونکو که به دلایل مشابه راه‌اندازی شده بودند، کتاب‌های جلد کاغذی خود را عرضه کرد.